# Takashi Murakami
Takashi Murakami (村上 隆, Murakami Takashi, Itabashi, Tóquio, 1 de fevereiro de 1962) é um prolífico artista japonês contemporâneo cujo trabalho abrange tanto a pintura quanto as mídias digitais.
Licenciou-se pela Universidade Nacional de Belas Artes e Música de Tóquio obtendo a graduação em nihonga (pintura tradicional japonesa). Entrou no mundo da arte contemporânea em 1990 sob a tutela do artista Masato Nakamura. Em 1993 criou o seu alter ego Mr. DOB. Começou então a ser reconhecido dentro e fora do Japão pela sua particular síntese entre a arte tradicional e contemporânea japonesa e a arte pop norte-americana.
Ele cunhou o termo superflat, que descreve tanto a estética característica da tradição artística japonesa  e a natureza do pós-guerra a cultura e a sociedade japonesa.
Superflat também é usado como um apelido para descrever o estilo de Murakami e de outros artistas japoneses que ele influenciou.

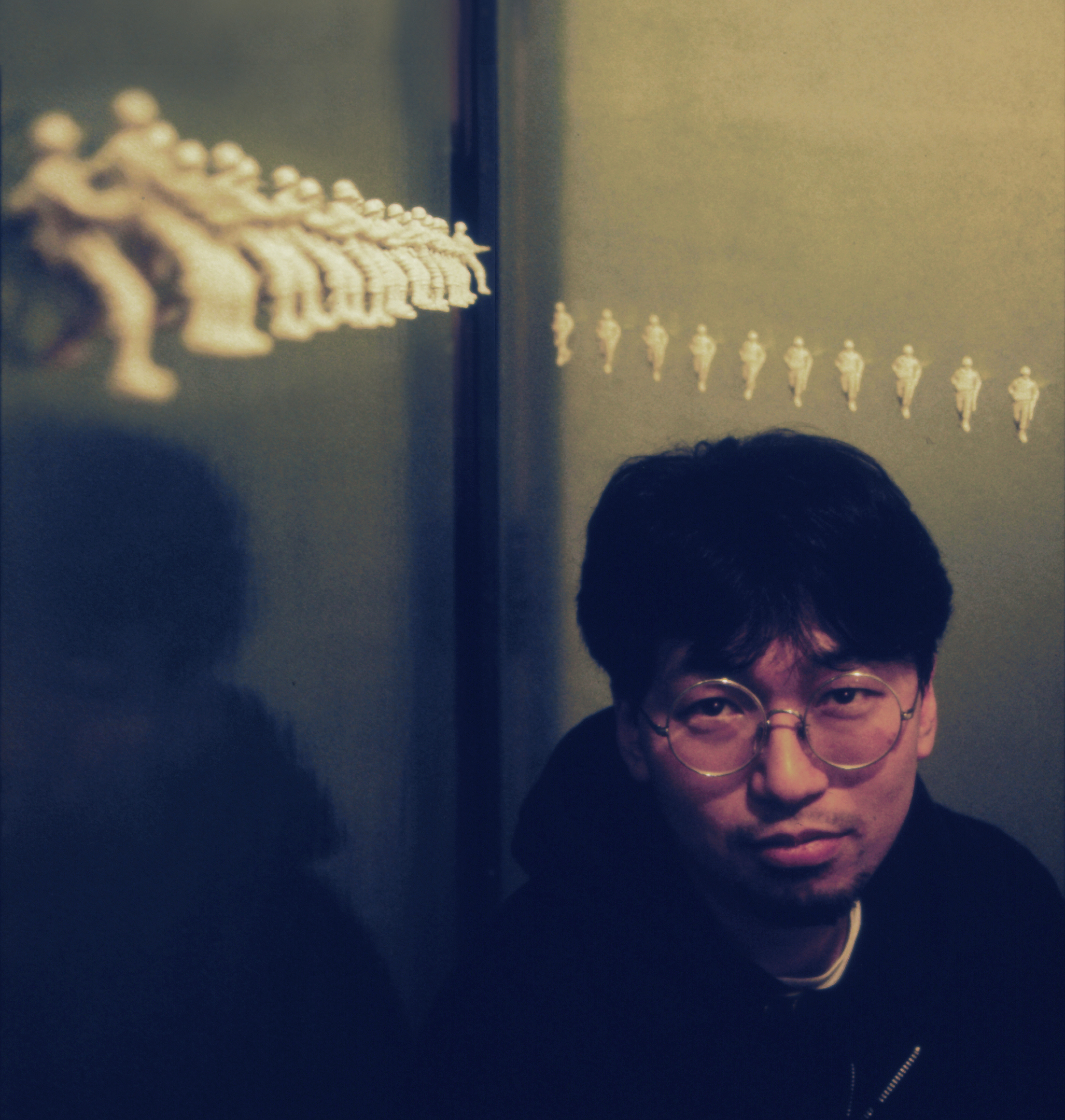
Murakami na Galeria Mars em Tokio, 1992. Foto por Ithaka Darin Pappas

Conta com muitas exposições em variados locais de todo o mundo. Em maio de 2009 expôs no Museu Guggenheim Bilbau mas a sua exposição mais famosa foi no Palácio de Versalhes. A sua obra abarca múltiplas formas artísticas: o animé, pintura, escultura, desenho industrial e moda.
Em 2007,o artista foi responsável pela parceria entre o rapper Kanye West resultando na criação da capa do Álbum Graduation,também foi diretor e animador do clipe da faixa de West,Good Morning, 11 anos mais tarde a parceria seria refeita,em 2018,dessa vez na criação e design da capa do Álbum colaborativo Kids See Ghosts (álbum) com o cantor e rapper Kid Cudi
Em 2009 a revista TIME definiu-o como o mais influente representante da cultura japonesa contemporânea.
Em 2011 a empresa Google pediu a ele que fizesse um Google Doodle para o solstício de inverno no hemisfério sul.
Em 2019 fez um videoclipe para a Billie Eilish, You Should See Me in a Crown.

## Galeria
Na sua arte Takashi Murakami consegue mostrar um contraste entre a arte tradicional e a arte moderna.
Em algumas das suas obras, Murakami usa pinturas tradicionais populares e dá-lhes o seu toque fazendo-nos refletir em como o conceito de arte mudou ao longo do tempo.